# Сетропе
Сетропе (пол. Setropie) — село в Польщі, у гміні Дробін Плоцького повіту Мазовецького воєводства.
Населення — 174 особи (2011).
У 1975-1998 роках село належало до Плоцького воєводства.

## Демографія
Демографічна структура станом на 31 березня 2011 року:
|          | Загалом | Допрацездатний вік | Працездатний вік | Постпрацездатний вік |
| -------- | ------- | ------------------ | ---------------- | -------------------- |
| Чоловіки | 84      | 24                 | 53               | 7                    |
| Жінки    | 90      | 20                 | 47               | 23                   |
| Разом    | 174     | 44                 | 100              | 30                   |